# 明日よさらば
『明日よさらば』（あすよさらば、イタリア語: Gli Intoccabili、英語: Machine Gun McCain）は1969年のイタリアの映画。出演はジョン・カサヴェテスやピーター・フォークなど。

## キャスト
※括弧内は日本語吹替（初回放送1975年3月3日『月曜ロードショー』）
- ハンク・マケイン：ジョン・カサヴェテス（仁内達之）
- アイリーン・タッカー：ブリット・エクランド
- チャーリー・アダモ：ピーター・フォーク（小池朝雄）
- フランチェスコ・デマルコ：ガブリエル・フェルゼッティ（村松康雄）
- ローズマリー・スコット：ジーナ・ローランズ
- ジョニー・アダモ：フロリンダ・ボルカン
- ジャック・マッケイン：ピエルイジ・アブラ（神谷明）
- デューク・マザンガ：ルイジ・ピスティッリ（納谷六朗）
- ピート・ザカリ：トニー・ケンドール（納谷六朗）
- ドン・サルヴァトーレ：サルヴォ・ランドーネ

## スタッフ
- 監督：ジュリアーノ・モンタルド
- 製作：ビーノ・チコーニャ、マルコ・ヴィカリオ
- 原案：ミーノ・ローリ
- 脚本：ジュリアーノ・モンタルド、ミーノ・ローリ
- 撮影：エンリコ・メンチェール
- 編集：フランコ・フラティチェリ
- 音楽：エンニオ・モリコーネ